# Der Preis für den Frieden
Der Preis für den Frieden ist ein Dokumentarfilm von Paul Cowan aus dem Jahr 2005, der die Mission der Vereinten Nationen in der Demokratischen Republik Kongo zwischen 2002 und 2004 begleitet. Die deutsche Erstaufführung fand am 20. Juni 2005 beim Fernsehsender Arte statt.

## Handlung
Die Republik Kongo im September 2003, der Bürgerkrieg ist beendet, Warlords kontrollieren die unterschiedlichen Regionen. Die UNO ist mit der heiklen Aufgabe der Friedenssicherung beauftragt. Der Dokumentarfilm stellt die Friedenstruppen der Vereinten Nationen und ihre entschlossenen, wenn nicht gar verzweifelten Bemühungen vor, in der Demokratischen Republik Kongo eine ähnliche Katastrophe wie in Ruanda zu verhindern. Dabei wird zwischen den Aktivitäten im Hauptquartier der Vereinten Nationen in New York und den Geschehnissen in der Demokratischen Republik Kongo vor Ort wechselt.

## Hintergrund
Die Demokratische Republik Kongo ist aus dem Ersten Kongokrieg hervorgegangen, nachdem Mobutu Sese Seko 1997 von der Allianz der Demokratischen Kräfte für die Befreiung Kongo-Zaires (ADFL) gestürzt worden war. Die durch den ersten Kongo-Krieg verursachte Instabilität schuf die notwendigen instabilen Bedingungen für lokale Kriegsherren, die um die Kontrolle der Konfliktmineralien konkurrierten, und in der Folge bildete sich eine regionale Macht heraus, die auf Waffengewalt und Gewalt beruhte. Ethnische Spannungen zwischen den Stämmen der Lendu und der Hema verschärften die ohnehin prekäre Lage Ituris und lösten den zweiten Kongokrieg aus. Ein großer Teil des Konflikts ist auf Konfliktmineralien zurückzuführen, um die sich lokale Warlords und Milizen, die die Gebiete kontrollieren, streiten und die durch die ethnischen Spannungen noch verschärft werden.

## Auszeichnung
Bei den Gemini Awards 2006 war Paul Cowan für das „Best Writing in a Documentary Program or Series“ nominiert.